# Olho d'Água Grande
Olho d'Água Grande est une municipalité brésilienne dans l'État de l'Alagoas.